# Canèfora
Canèfora o canèfores (en grec κανηφόρος, que porten cistells) també anomenades cistòferes, eren noies verges ateneses d'entre onze i quinze anys, que participaven en processons religioses com ara les Panatenees o les Dionísies. Aquestes donzelles eren triades entre les filles de les millors famílies de la ciutat d'Atenes. Portaven cistells amb ofrenes per als déus, garrafes de vi per a les libacions, garlandes per a guarnir els animals per sacrificar i els ganivets per immolar-los. Anaven en processó fins a arribar al temple de la divinitat on li oferien els seus presents.
A la comèdia Lisístrata d'Aristòfanes trobem una dona que diu que va començar als set anys a sortir en diferents processons i "Finalment, bella com era, vaig ser canèfora i portava un collaret de figues" (Lisístrata, 641-647). Ésser canèfora a l'Atenes clàssica donava molt de prestigi a les noies i a les seves famílies. Tucídides explica a La guerra del Peloponès (Llibre VI, 56 i ss.) que un ciutadà atenès va assassinar el tirà Hiparc per haver rebutjat la seva germana com a canèfora a les Grans Panatenees de l'any 514 aC i d'aquesta manera havia humiliat la seva família.
Els atenesos també donaven aquest nom a les joves a punt de casar-se quan portaven ofrenes a Àrtemis per demanar-li permís per canviar d'estat.